# Pediobius furvus
Pediobius furvus är en stekelart som först beskrevs av Charles Joseph Gahan 1928.  Pediobius furvus ingår i släktet Pediobius och familjen finglanssteklar. Inga underarter finns listade i Catalogue of Life.